# Buphthalmum speciosissimum
 Buphthalmum speciosissimum  L., 1767  è una specie di pianta angiosperma dicotiledone della famiglia delle Asteraceae (sottofamiglia Asteroideae, tribù Inuleae e sottotribù Inulinae).

## Etimologia
Il nome generico (Buphthalmum) deriva dal latino medievale " oculus bovis" (= occhio di bue).
L'epiteto specifico (speciosissimum) deriva dal latino (speciosum) e significa “di bellissima apparenza”, “di gradevolissimo aspetto”..
Il nome scientifico della specie è stato definito dal botanico Carl Linnaeus (1707-1778) nella pubblicazione " Systema Naturae ...Editio duodecima, reformata..." ( Syst. Nat., ed. 12. 2: 569 ) del 1767.

## Descrizione

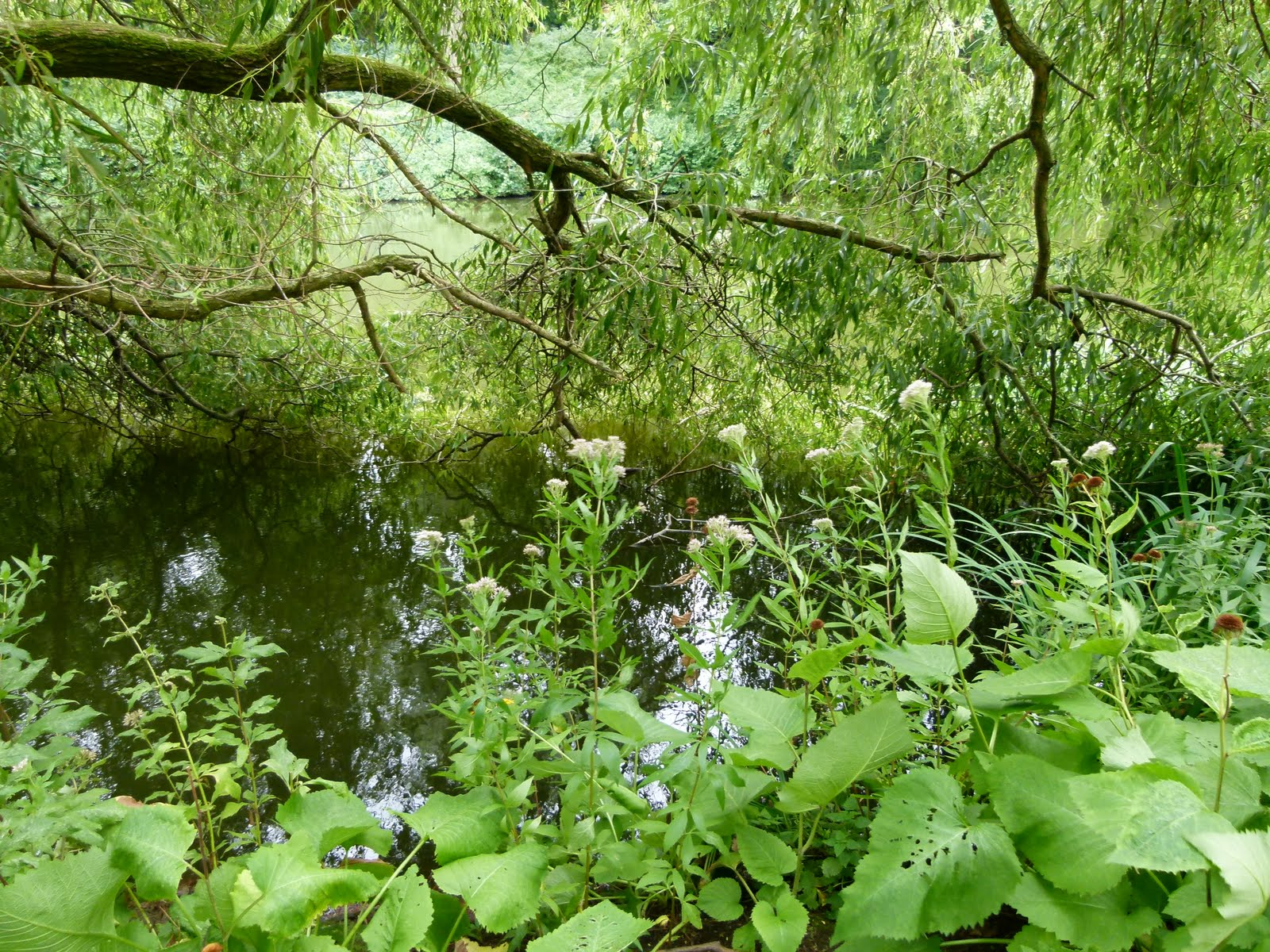
Il portamento

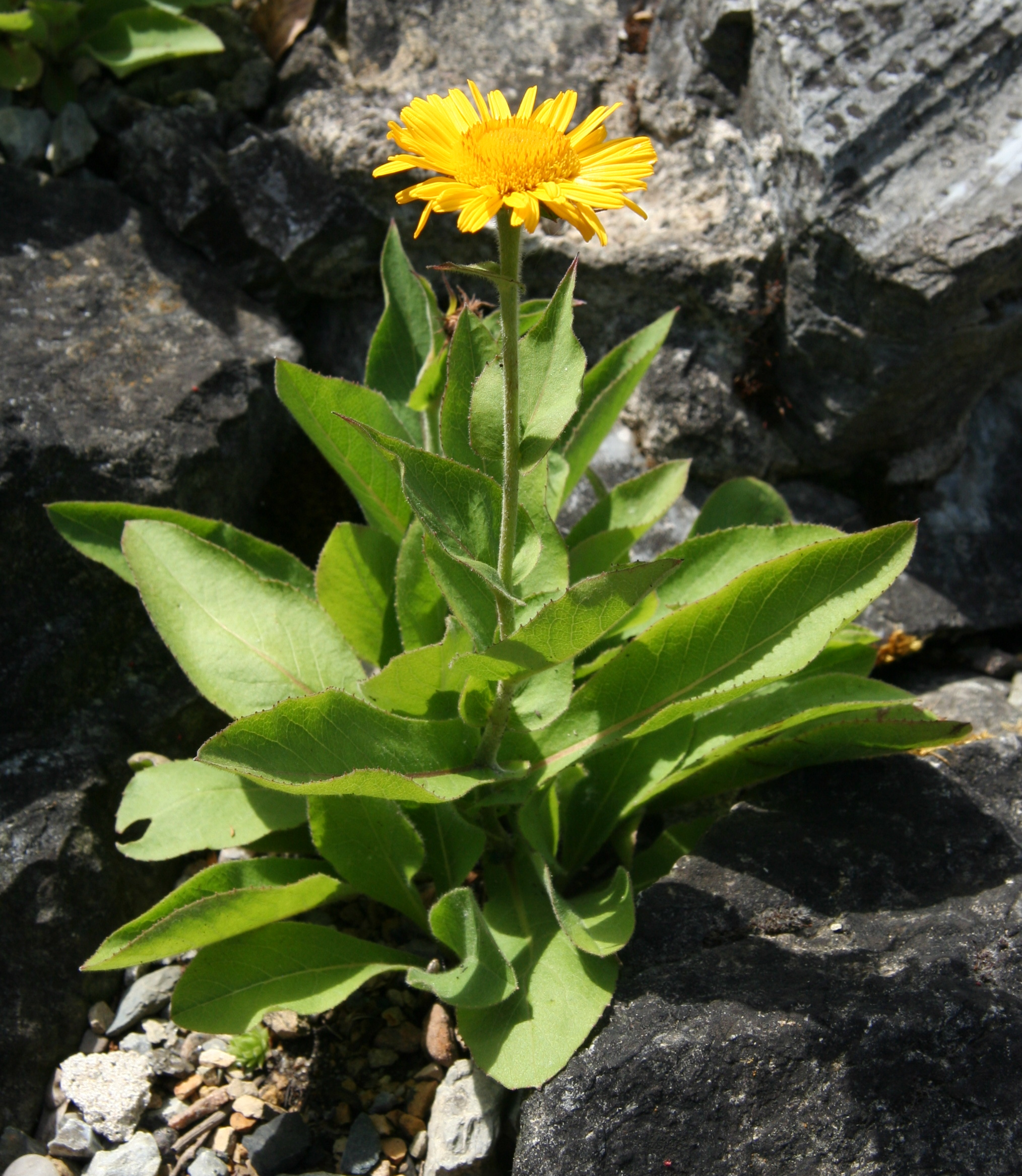
Le foglie

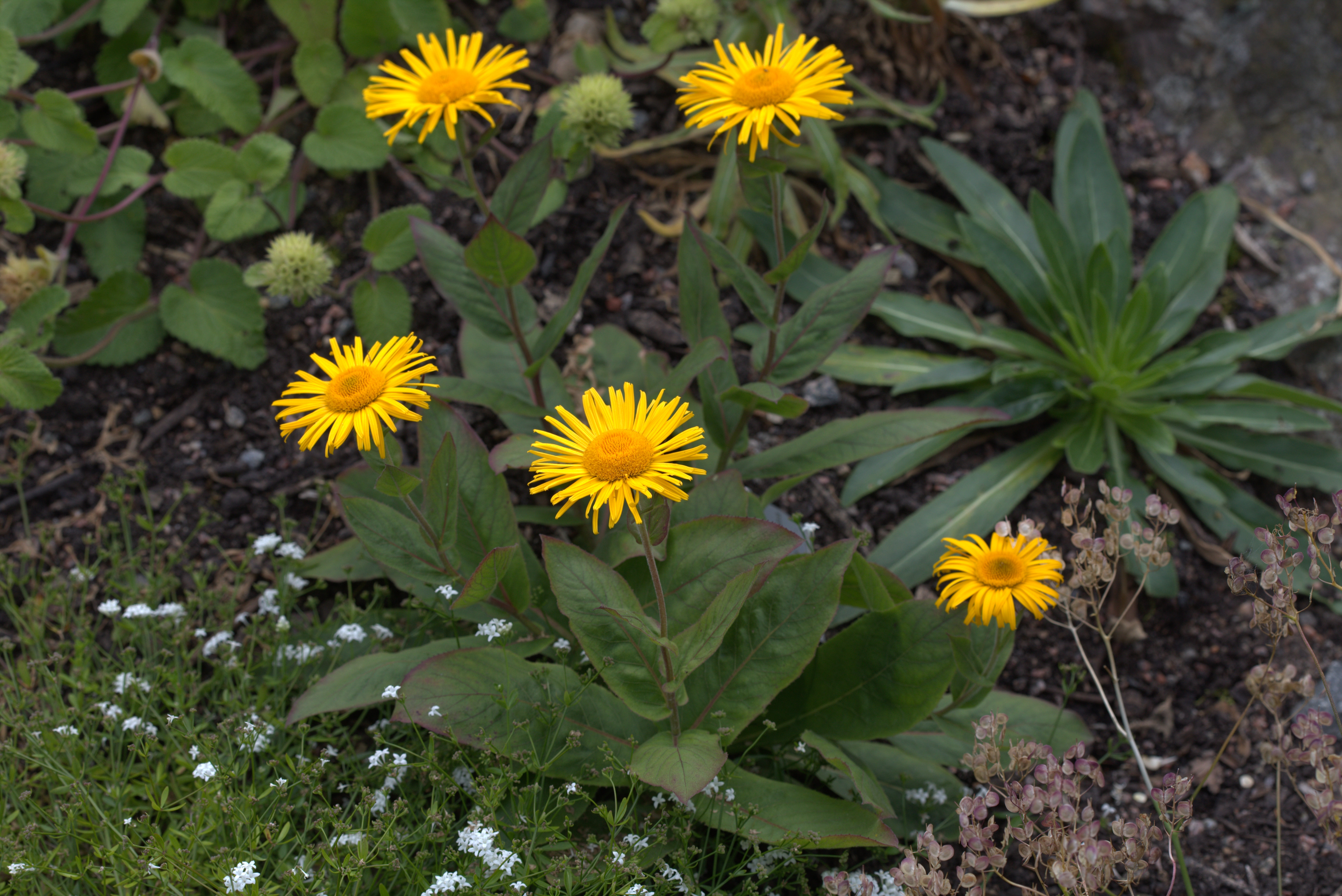
Infiorescenza

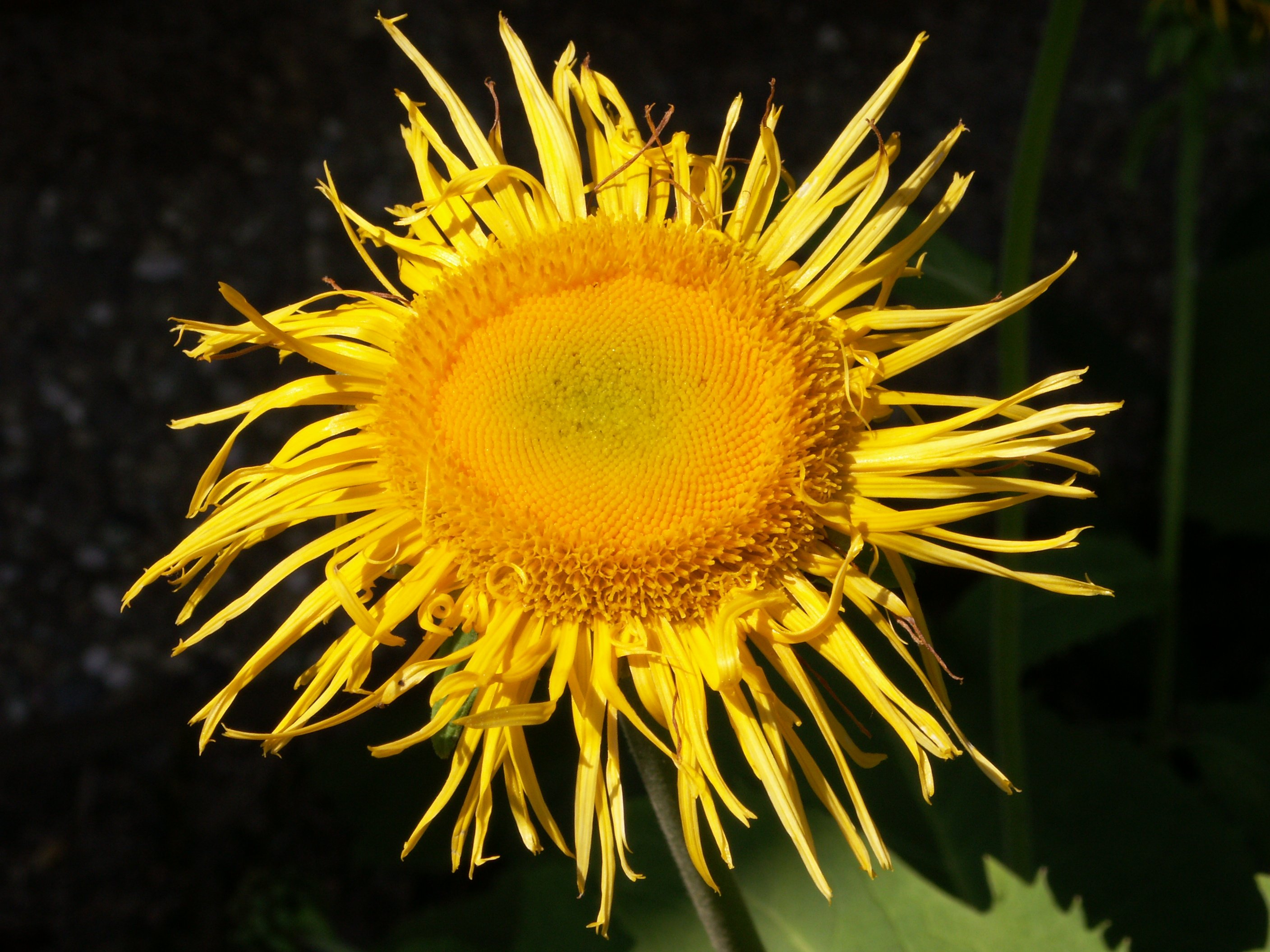
I fiori

Portamento. La specie di questo voce ha un portamento erbaceo perenne. La forma biologica della specie è emicriptofita scaposa (H scap); ossia sono piante perennanti con gemme poste al livello del suolo con fusto allungato e mediamente foglioso.
Radici. Le radici sono secondarie da rizoma.
Fusto. Altezza massima: 2 - 6 dm.
- Parte ipogea: la parte sotterranea consiste in un breve rizoma.
- Parte epigea: la parte aerea del fusto è eretta, semplice e cosparsa di peli crespi.

Foglie. Le foglie hanno una lamina intera a forma oblanceolata (soprattutto quelle inferiori) e con margini dentati e apice ottuso/acuto; hanno inoltre una consistenza coriacea. La superficie inferiore è percorsa da nervi prominenti. Le foglie lungo il caule sono a disposizione alternata; quelle superiori sono più piccole rispetto a quelle basali hanno una forma cuoriforme e sono abbraccianti il caule (sessili). Dimensione delle foglie: larghezza 5 – 8 cm; lunghezza 10 – 18 cm
Infiorescenza. L'infiorescenza è formata da un solo capolino (raramente 2). I capolini eterogami sono di tipo radiato. I capolini sono formati da un involucro composto da brattee disposte in modo embricato al cui interno un ricettacolo fa da base ai fiori ligulati periferici o fiori del raggio e ai fiori tubulosi quelli centrali o del disco. L'involucro può essere emisferico, campanulato o a forma di coppa. Le brattee, lesiniformi e irsute, sono disposte generalmente su 3-4 righe; hanno consistenza erbacea o cartilaginea, ma senza margini ialini; gli stereomi non sono divisi. Il ricettacolo è provvisto di pagliette a protezione della base dei fiori. Diametro del capolino: 4 – 6 cm.
Fiori.  I fiori sono tetra-ciclici (formati cioè da 4 verticilli: calice – corolla – androceo – gineceo) e pentameri (calice e corolla formati da 5 elementi). Si distinguono in:
- fiori del raggio (esterni): sono femminili e sono disposti su una o più serie; la forma è ligulata (zigomorfa); possono essere assenti;
- fiori del disco (centrali): sono più numerosi con forme brevemente tubulose (attinomorfe); sono ermafroditi o fertili.

- Formula fiorale:

*/x K {\displaystyle \infty }, [C (5), A (5)], G 2 (infero), achenio
- Calice: i sepali del calice sono ridotti ad una coroncina di squame.

- Corolla:

- fiori del raggio: la forma della corolla alla base è più o meno tubulosa-imbutiforme, mentre all'apice è ligulata (sono provvisti di lunghe linguette, e sono decisamente più lunghi dell'involucro); il colore è giallo;
- fiori del disco: la forma è tubulare bruscamente divaricata in 4-5 brevi lobi; il colore è giallo scuro.

- Androceo: l'androceo è formato da 5 stami sorretti da filamenti generalmente liberi; gli stami sono connati e formano un manicotto circondante lo stilo; le teche (produttrici del polline) sono troncate e sono minutamente speronate. La base delle antere può essere molto corta con code ramificate. Il tessuto dell'endotecio è a forma polarizzata. Le cellule del collare dei filamenti sono piatte o di tipo mammelloso.

- Gineceo: il gineceo ha un ovario uniloculare infero formato da due carpelli.[6] Lo stilo è unico e con due stigmi nella parte apicale. Gli stigmi spesso sono provvisti di peli acuti che terminano sopra la biforcazione ma non la raggiungono. Le superfici stigmatiche confluiscono all'apice, mentre alla base sono separate in due distinte linee (lignee stigmatiche marginali[8]). Il polline è spinuloso.

- Antesi: da giugno a luglio.

Frutti. I frutti sono degli acheni con pappo ridotto ad una coroncina membranosa aristata. L'epidermide dell'achenio è caratterizzata da lunghi cristalli. La forma degli acheni è cilindrica o prismatica e sono tutti uguali fra di loro. Dimensione degli acheni: 4 mm. Dimensione della coroncina: 1 mm.

## Biologia
Impollinazione: tramite insetti (impollinazione entomogama tramite farfalle diurne e notturne).

Riproduzione: la fecondazione avviene fondamentalmente tramite l'impollinazione dei fiori.

Dispersione: i semi cadono a terra e vengono dispersi soprattutto da insetti come formiche (disseminazione mirmecoria). Un altro tipo di dispersione è zoocoria: gli uncini delle brattee dell'involucro (se presenti) si agganciano ai peli degli animali di passaggio che portano così i semi anche su lunghe distanze. Inoltre per merito del pappo (se presente) il vento può trasportare i semi anche per alcuni chilometri (disseminazione anemocora).

## Distribuzione e habitat

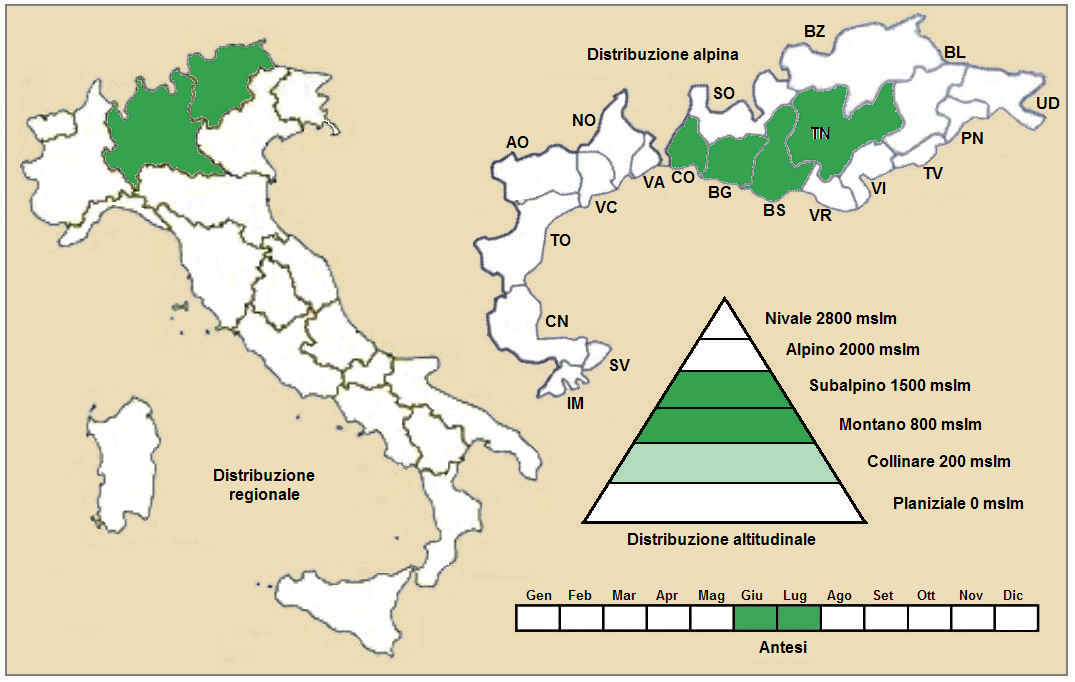
Distribuzione della pianta
(Distribuzione regionale – Distribuzione alpina.)

Geoelemento: il tipo corologico (area di origine) è  Endemico - Alpico.

Distribuzione: si trova solo nelle Alpi (province di: CO BG BS TN).

Habitat: l'habitat tipico sono le rupi e i pendii sassosi; ma anche ripari sotto rocce, grotte, ghiaioni e praterie rase alpine. Il substrato preferito è calcareo con pH basico, bassi valori nutrizionali del terreno che deve essere secco.

Distribuzione altitudinale: sui rilievi alpini queste piante si possono trovare fino ad una altitudine compresa fra 1000 e 1900 m s.l.m. (raramente scendono fino 220 m s.l.m. o oltre i 2300 m s.l.m. ); frequentano quindi i seguenti piani vegetazionali: collinare, montano e subalpino.

## Fitosociologia
Dal punto di vista fitosociologico alpino la specie di questa voce appartiene alla seguente comunità vegetale:
Formazione: delle comunità delle fessure, delle rupi e dei ghiaioni
Classe: Asplenietea trichomanis
Ordine: Potentilletalia caulescentis
Alleanza: Potentillion caulescentis
Associazione: Physoplexido comosae - Potentillenion caulescentis

## Sistematica
La famiglia di appartenenza di questa voce (Asteraceae o Compositae, nomen conservandum) probabilmente originaria del Sud America, è la più numerosa del mondo vegetale, comprende oltre 23.000 specie distribuite su 1.535 generi, oppure 22.750 specie e 1.530 generi secondo altre fonti (una delle checklist più aggiornata elenca fino a 1.679 generi). La famiglia attualmente (2021) è divisa in 16 sottofamiglie; la sottofamiglia Asteroideae è una di queste e rappresenta l'evoluzione più recente di tutta la famiglia.

### Filogenesi
La tribù Inuleae (comprendente le Inulinae) è una delle 21 tribù della sottofamiglia Asteroideae). Da un punto di vista filogenetico, la tribù Inuleae, all'interno della sottofamiglia, fa parte del gruppo "Helianthodae". La sottotribù Inulinae è caratterizzata dalla particolare pubescenza dello stilo e dagli acheni con cristalli di ossalato di calcio, mentre il genere Buphthalmum è caratterizzato da antere acute e con coda e da acheni dei fiori periferici con forme trigone e alate.
I caratteri distintivi della specie  Buphthalmum speciosissimum sono:
- la base delle foglie superiori è cuoriforme e abbracciante il fusto;
- le brattee dell'involucro sono lesiniformi.

Il numero cromosomico delle specie di questa voce è: 2n = 20.

### Sinonimi
Sono elencati alcuni sinonimi per questa entità:
- Telekia speciosissima (L.) Less.
- Xerolekia speciosissima  (L.) Anderb.